# Sandager (Assens Kommune)
 For alternative betydninger, se Sandager. (Se også artikler, som begynder med Sandager)
Sandager er en by på Fyn med knap 200 indbyggere i byområdet (2016). Sandager er beliggende ni kilometer nord for Assens og 40 kilometer sydvest for Odense. Landsbyen tilhører Assens Kommune og er beliggende i Region Syddanmark.
Den hører til Sandager Sogn, og Sandager Kirke ligger i landsbyen.